# Ciclismo ai Giochi della III Olimpiade - Quarto di miglio
La competizione del Quarto di miglio (m. 402,33) di ciclismo dei Giochi della III Olimpiade si tenne il 3 agosto 1904 al Francis Field della Washington University di Saint Louis.

Alla competizione partecipò non ufficialmente il ciclista italiano Frank Bizzoni.

## Risultati

### Batterie
Si disputarono 4 serie i primi due classificati furono ammessi alle semifinali.
1ª Serie
| Pos. | Atleta           | Tempo |
| ---- | ---------------- | ----- |
| 1    | Teddy Billington | 36"0  |
| 2    | Frank Bizzoni    | n/d   |

2ª Serie
| Pos. | Atleta         | Tempo |
| ---- | -------------- | ----- |
| 1    | Marcus Hurley  | 35"6  |
| 2    | Frank Montaldi | n/d   |
| 3    | Oscar Schwab   | n/d   |

3ª Serie
| Pos. | Atleta         | Tempo |
| ---- | -------------- | ----- |
| 1    | Oscar Goerke   | 34"8  |
| 2    | Arthur Andrews | n/d   |
| 3    | Fred Grinham   | n/d   |

4ª Serie
| Pos. | Atleta             | Tempo |
| ---- | ------------------ | ----- |
| 1    | Burton Downing     | 35"2  |
| 2    | Harry Wittmann     | n/d   |
| 3    | Anthony Williamsen | n/d   |

### Semifinali
Si disputarono 2 serie i primi due classificati furono ammessi alla finale.
1ª Semifinale
| Pos. | Atleta           | Tempo |
| ---- | ---------------- | ----- |
| 1    | Marcus Hurley    | 34"8  |
| 2    | Teddy Billington | n/d   |
| ?    | Frank Bizzoni    | n/d   |
| ?    | Frank Montaldi   | n/d   |

2ª Semifinale
| Pos. | Atleta         | Tempo |
| ---- | -------------- | ----- |
| 1    | Oscar Goerke   | 33"4  |
| 2    | Burton Downing | n/d   |
| ?    | Arthur Andrews | n/d   |
| ?    | Harry Wittmann | n/d   |

### Finale
| Pos. | Atleta           | Tempo           |
| ---- | ---------------- | --------------- |
| 1    | Marcus Hurley    | 31"8            |
| 2    | Burton Downing   | a 1/2 lunghezza |
| 3    | Teddy Billington | a 1/2 ruota     |
| 4    | Oscar Goerke     | n/d             |